# Honkbalteam van Papoea-Nieuw-Guinea

Vlag van Papoea-Nieuw-Guinea.

Het honkbalteam van Papoea-Nieuw-Guinea is het nationale honkbalteam van Papoea-Nieuw-Guinea. Het team vertegenwoordigt Papoea tijdens internationale wedstrijden. Het honkbalteam hoort bij de Oceanische Honkbal Confederatie (BCO).